# Resan till julstjärnan
Resan till julstjärnan (norska: Reisen til Julestjernen) är en norsk julfilm från 1976 regisserad av Ola Solum. I huvudrollerna syns bland annat Hanne Krogh, Knut Risan och Bente Børsum.
2012 kom en nyinspelning av filmen.

## Handling
Ett slott med torn och spiror tornar upp sig över en liten medeltida by, omgiven av tjocka murar. I slottet bor den lilla kungafamiljen, far, mor och dotter, med sitt hov. Den lilla prinsessan Gulltopp försvinner från slottet på självaste julnatten. Hon har gett sig ut i skogen helt ensam för att hitta julstjärnan, som hon vill ha av hela sitt hjärta. Hennes farbror, den fåfänge och maktsugna greven, har fått henne till att göra det. När kungen och drottningen får veta att prinsessan har försvunnit blir de överväldigade av sorg. Drottningen springer desperat in i skogen för att leta efter henne. Kungen förbannar julstjärnan, som han skyller för sin olycka. Men kungens förbannelse får julstjärnan att slockna och med den försvinner även drottningen. Många år senare kommer ett sällskap med jonglörer till slottet på julafton. I detta följe finns Sonja, som erbjuder kungen att hitta julstjärnan igen, så att han kan få tillbaka sin drottning och prinsessa.

## Rollista
| Roll                | Skådespelare           | Svensk röst             |
| ------------------- | ---------------------- | ----------------------- |
| Sonja               | Hanne Krogh            | Marianne Wäyrynen (tal) |
| Sonja               | Hanne Krogh            | Elisabeth Lax (sång)    |
| Kungen              | Knut Risan             | Tomas Bolme             |
| Greven              | Alf Nordvang           | Mathias Henrikson       |
| drottningen         | Bente Børsum           | Helena Brodin           |
| prinsessan Guldlock | Ingrid Larsen          | Caroline Löthner        |
| astrologen          | Bjarne Andersen        | Per Sjöstrand           |
| De tre vise männen  | Johannes Eckhoff       | Rune Skog               |
| De tre vise männen  | Rune Ek                | Rune Skog               |
| De tre vise männen  | Willie Hoel            | Rune Skog               |
| narren              | Harald Heide-Steen Jr. | John Harryson           |
| Petrine             | Anne Marit Jacobsen    | Gunilla Norling         |
| Olle                | Knut Walle             | Leif Ahrle              |
| harlekin            | Rolf Just Nilsen       | Bert-Åke Varg           |
| jultomten           | Julian Strøm           | Per Sjöstrand           |
| Columbine           | Marit Syversen         | Christina Carlwind      |

- Övriga röster – Gunnar Ernblad, Rune Skog, Elisabeth Lax, Måns Ekman, gosskör från Adolf Fredriks musikskola

- Svensk röstregi , bearbetning och översättning – Lasse Swärd
- Ljudtekniker – Bengt Löthner[5][6][7]